# Jacob van Lennep
Jacob van Lennep (født 24. marts 1802, død 25. august 1868) var en hollandsk forfatter. 

## Liv og gerning
Han blev uddannet som jurist i Leyden og etablerede sig derefter i sin fødeby Amsterdam som advokat. Imidlertid begyndte han tillige at skrive og udviklede efterhånden et omfattende forfatterskab, der placerede ham på en fremskudt plads ikke blot blandt samtidige forfattere, men overhovedet i sit lands litteratur. Han har forsøgt sig i alle digtekunstens arter, som lyriker, dramatiker og som forfatter af historiske romaner, hvilke sidstnævnte især befæstede hans ry, og hvori han viser sig som stærkt påvirket af Walter Scott. Hans romaner hentede som oftest deres stof fra Hollands historie og gav overordentlig malende og levende skildringer af denne. Deres stil var bred og rolig, men velordnet og fængslende. 

## Forfatterskab
Hans forfatterskab blev enormt. Blandt hans mest berømte romaner kan nævnes: "De roos van Dekama" (2 bind, 1836), "De lotgevallen van Ferdinand Huyck" (2 bind, 1840), "De lotgevallen van Klaasje Zevenster" (5 bind, 1865). 
Ved siden af sit forfatterskab har han udgivet en kommenteret udgave af Vondels samlede værker i 12 bind. 